# Hans Bjørge
Hans Bjørge detto Håkan (1946) è un ex sciatore alpino norvegese.

## Biografia
Sciatore polivalente, Bjørge debuttò in campo internazionale in occasione del trofeo Holmenkollen-Kandahar 1964, il 14 marzo a Voss in discesa libera (17º), ed esordì in Coppa del Mondo il 11 gennaio 1970 a Wengen in slalom speciale (19º); nello stesso anno si piazzò 2º nello slalom speciale della Coppa Vitranc, disputato il 22 gennaio a Kranjska Gora e non valido per la Coppa del Mondo, ottenne il primo piazzamento a punti in Coppa del Mondo, il 25 gennaio a Megève nella medesima specialità (9º), e partecipò ai Mondiali di Val Gardena 1970 (sua unica presenza iridata), dove si classificò 29º nella discesa libera, 8º nello slalom speciale (gara valida anche per la Coppa del Mondo, nella quale Bjørge ottenne così il miglior risultato) e non completò lo slalom gigante. In Coppa del Mondo ottenne l'ultimo piazzamento il 25 febbraio 1971 a Heavenly Valley in slalom speciale (22º) e prese per l'ultima volta il via il 13 marzo seguente a Åre in slalom gigante, senza completare la gara; non partecipò a rassegne olimpiche.

## Palmarès

### Coppa del Mondo
- Miglior piazzamento in classifica generale: 49º nel 1970

### Campionati norvegesi
- 10 medaglie[senza fonte]:
  - 5 ori (combinata nel 1964; discesa libera nel 1965; discesa libera, slalom gigante, combinata nel 1971)[8]
  - 1 argento (slalom speciale nel 1964)
  -  4 bronzi (slalom gigante nel 1965[senza fonte]; slalom gigante nel 1967[1]; discesa libera nel 1970; slalom speciale nel 1971)[senza fonte]